# Brachinus microamericanus
Brachinus microamericanus är en skalbaggsart som beskrevs av Terry Erwin. Brachinus microamericanus ingår i släktet Brachinus och familjen jordlöpare. Inga underarter finns listade i Catalogue of Life.